# デキストラナーゼ
デキストラナーゼ(Dextranase、EC 3.2.1.11)は、デキストランの(1->6)-α-D-グリコシド結合をエンド型で加水分解する酵素である。
この酵素は、加水分解酵素に分類され、特にグリコシル化合物に作用する。系統名は、6-α-D-グルカン 6-グルカノヒドロラーゼ(6-alpha-D-glucan 6-glucanohydrolase)である。
ペニシリウム（Penicillium）、アスペルギルス（Aspergillus）、ラクトバチルス（Lactobacillus）等に属するいくつかの菌がデキストラナーゼを生産する事が知られている。